# Annales Alamannici
Аламански анали (лат. Annales Alamannici) пружају један од најранијих доступних записа о средњовековној Европи. Основни текст Annales Alamannici покрива године од 709. до 799. Распрострањени у неколико швапских манастира, анали су настављени независно на неколико места, у опатији Рајхенау до 939. (настављен Херманус Контрактус), у опатији Сент Гал до 926. Ст. Галенова верзија је настављена од 927. до 1059. као Annales Sangallenses maiores. Они приказују ограничен број догађаја, у краткој прози, али њихова вредност за научнике је у њиховом средњовековном стилу представљања.

## Контекст
Анали су познати по свом врло кратком, површном стилу и ограниченом наративу. Модерном научнику они могу изгледати као непотпуни и из тог разлога и ограничене вредности. Међутим, последњих година, историчари као што је Хејден Вајт су тврдили да стил хроника осликава поглед на свет који је изразито средњовековни где се „ствари дешавају људима, а не онај у коме људи раде ствари“. Из тог разлога, они пружају увид у средњовековни ум и шта су људи средњег века сматрали важним.